# Йордан Николов (хореограф)
Вижте пояснителната страница за други значения на Йордан Николов.
Йордан (Данчо) Антонов Николов е български хореограф, художествен ръководител, експерт в областта на културата.

## Биография
Йордан Николов е роден на 30 ноември 1910 г. в Кюстендил в семейството на училищния инспектор Антон Николов и хороводката Тана Димитрова. Като ученик в София създава младежка танцова трупа. От 1932 година е изпълнител в „Българска китка“ на Борис Цонев, хорист и танцьор в оперетния театър на Ангел Сладкаров, Народния кооперативен театър, партньор на първите филмови артисти Жана Гендова, Бистра Фол и Васил Гендов, един от основателите на първата Народна пътуваща опера.
През 1937 г. основава дружество „Седянка“, към което се присъединяват изпълнители на „Българска китка“, „Кореняшката група“ от Радио София и „Бистришката четворка“. По-късно дружеството преминава към Ансамбъла за народни песни и танци „Седянка – Средец“ на общинските служители „Средец“. Ансамбълът с художествен ръководител Йордан Николов е организиран с изпълнители на ръченица и хора и с народни певци и се превръща в хореографска школа с подготвен репертоар от всички етнографски области, обичаи и битови сцени.
През 1938 г. мъжкият състав излиза по улиците на София, обикаля учрежденията и легациите с обичаите „Коледуване“, „Лазаруване“, „Заговезни“. Ансамбъл „Средец“ организира кукерски игри в столицата. Маските са изработени от студенти на проф. Дечко Узунов, консултанти са фолклористите проф. Христо Вакарелски и Райна Кацарова. Събитието предизвиква широк обществен отклик.
По време на Втората световна война Ансамбъл „Средец“ продължава концертната си дейност в страната и в новоприсъединените български земи. След 1944 г. той е един от създателите на държавните театри за турското население, ръководи балета в Държавния театър в Кърджали и Шумен.
В периода 1960 – 1975 г. работи като хореограф и инспектор към Окръжен народен съвет – Перник. Издирва и възстановява забравени обичаи от региона. Един от инициаторите е за провеждането на фестивала на кукерите – суровакари на 14 януари 1966 г. Полага усилия за утвърждаването му като културно събитие от национален мащаб, предрича големия интерес на български и чужди етнографи и фолклористи и превръщането на фестивала в Перник в международен. Неговият принос се смята за основополагащ за популярността на днешния Международен фестивал на маскарадните игри Сурва.
Многократно награждаван с високи държавни отличия за принос в хореографията и българската култура. През 1962 г. е обявен за почетен гражданин на София, а през 2004 г. посмъртно е обявен за почетен гражданин на Перник.
Умира на 29 октомври 1992 г. в София.
Личният му архив се съхранява във фонд 993 в Държавен архив – Перник. Той се състои от 64 архивни единици за периода 1882 – 1992 г.